# Jože Ažman
Jože Ažman, slovenski delavec in partijski organizator, * 15. marec 1888, Nomenj, † 8. avgust 1941, Nomenj.
Zaposlen je bil pri železnici. Član KPJ je postal 1920 in bil že leta 1921 izvoljen za odbornika stranke. Zaradi organiziranja železničarske stavke v Bohinju je bil odpuščen z dela. Bil je organizator partijskih celic in skojevskih skupin v Bohinju, od 1937 član okrožnega komiteja KPS Jesenice, od 1940 centralnega komiteja KPS. Udeležil se je 5. državne konference KPJ v Zagrebu (1940). Po okupaciji je postal član vojnega komiteja KPS v jeseniškem okrožju in organizator partizanske skupine v bohinjskem okrožju. Ustreljen je bil, ko je padel v nemško zasedo nad rojstno vasjo.